# Groep van de figuratieve abstractie
De Groep van de figuratieve abstractie is een stroming van (oorspronkelijk) de Rijksacademie voor Beeldende Kunsten te Amsterdam. De leden ervan noemden zich aanvankelijk de Amsterdamse school, maar die naam werd al spoedig verlaten om naamsverwisseling met andere kunststromingen (zoals de schilderschool van Breitner en de zijnen, de architectuurstroming 'Amsterdamse School' of de 'Groep A'dam' van Wessel Couzijn, Carel Kneulman en Tajiri) te voorkomen. Bleef over De Groep (zonder naam) als naam.

## Drie/vier generaties
De Groep bestaat eigenlijk
- voor beeldhouwen uit drie, en
- voor schilderkunst uit vier generaties:

### 1e generatie
- Louis Royer (1793-1868), voormalig directeur van de Rijksacademie te Amsterdam, was met Rodin de inspirator van:
- Richard Roland Holst (Amsterdam 1868-1938), schilder, tekenaar en etser, later docent op de Rijksacademie en nadien (1926-1934) directeur van de Rijksacademie; en
- Prof. Jan Bronner (1881-1972, beeldhouwen/architectuur), die de beeldhouwkunst in Nederland op de kaart heeft gezet en beschouwd kan worden als de grondlegger in Nederland van de combinatie van beeldhouwen en architectuur, waaruit later De Groep is voortgekomen.

### 2e generatie
- Mari Andriessen (1897-1997, beeldhouwer, onder andere van De Dokwerker in Amsterdam en het beeld van Adriaan Roland Holst in Bergen (Noord-Holland)); altijd trouw gebleven aan de figuratieve abstractie van prof. Bronner
- Prof. Piet Esser (1914-2005, beeldhouwen/architectuur, 1938 zilveren Prix de Rome, 1947 opvolger hoogleraar Bronner)
- Dom Hans van der Laan (1904-1991, architect, monnik in Nijmegen, uitvinder van het 'plastisch getal', een driedimensionale uitwerking van de gulden snede, en bevriend met:)
- Prof. Paul Grégoire (1915-1988, 'De filosoof van de arabesk')
- Prof. Carel Kneulman (1915-2008, onder andere dichter, zanger, graficus en beeldhouwer van het beeldje Het Lieverdje aan het Spui in Amsterdam; die maar niet kon kiezen tussen figuratief en abstract), docent aan de avondopleiding van de Gerrit Rietveld Academie te Amsterdam;
- Prof. Cor Hund (1915-2008, klasgenoot van Kneulman, beeldhouwer, 1947 gouden Prix de Rome)
- Charlotte van Pallandt (1898-1997, beeldhouwster)
- Eva Mendlik, (1928-2014), beeldhouwster
- Johan Sterenberg (1920-2002), oud docent aan de Miverva Academie, beeldhouwer van onder andere 'Ganzen Geesje', het boegbeeld van de gemeente Coevorden
- Theresia van der Pant, (1924-2013), beeldhouwster en tekenares, docente aan de Rijksacademie te Amsterdam.
- Han Wezelaar (1901-1984)
- Marcus Ravenswaaij (1925-2003), beeldhouwer van nature, zeer veel werk in opdracht in steen, brons en hout

### 3e generatie
- Jon Gardella (1948, beeldhouwer, tekenaar, schilder, decorontwerper, monumentaal)
- Nic Jonk (1928-1994, tekenaar, schilder en beeldhouwer)
- Aart Lamberts (1947-2015, beeldhouwer te Amsterdam)
- Eddy Roos (1949, tekenaar, beeldhouwer en tuinarchitect te Amsterdam en Groningen)
- Aart Schonk (1946-2015, beeldhouwer)
- Eja Siepman van den Berg (1943, beeldhouwer)

Geestverwanten/aanverwanten daaromheen:
- Wout Muller (1946-2000, schilder)
- Dick Ket (1902-1940, schilder), vriend van Jan Grégoire en groot voorbeeld voor:
- Matthijs Röling (1943-2024, schilder, opgeleid in Den Haag)
- Henk Helmantel (1945, schilder, opgeleid aan de Academie Minerva in Groningen)
- Kenne Grégoire (1951, schilder)
- Pépé Grégoire (1950, beeldhouwer)
- Jan van der Kooi (1957, schilder, tekenaar) werkte ook lange tijd in de stijl van de Groep, maar heeft zich daar later van losgemaakt, door zich meer te richten op wat er in de echte wereld te zien is, in plaats van op geregisseerde voorstellingen.

De ontwikkeling van De Groep binnen de beeldhouwkunst stagneerde rond 1980, omdat beeldhouwers uit De Groep niet meer doceerden, maar zich terugtrokken in hun werk. In beeldhouw-opzicht was er geen 4e generatie opvolgers in De Groep. Vanuit Wout Muller en Matthijs Röling, die zich samen met anderen verzamelden onder de naam De Fuji Art Association, als docenten schilderkunst aan de Academie Minerva ontwikkelde zich wel een 4e generatie.

### 4e generatie
Schilders binnen De Groep en geestverwanten:
- Dinie Bogaart
- Rachel Dieraert
- Sam Drukker
- Douwe Elias
- Pieter Pander
- Noëlla Roos (dochter van Eddy Roos).
- Uko Post

Zij exposeerden en exposeren veel in:
- het Drents Museum te Assen
- Galerie Wiek XX (spreek uit: 'Wiek 20') te Nieuweschans
- Museum De Buitenplaats in Eelde en
- Galerie Vieleers te Amsterdam.

Zij presenteren zich ook wel als de Noordelijke Realisten en worden ook wel tot de 'De Onafhankelijke Realisten' gerekend.

## Hang naar het Oosten van het land
Veel van de leden trokken naar Groningen (waar nog ruimte is), waar bijvoorbeeld Eddy Roos de tuinen van de Borg Verhildersum heeft ingericht naar de stijlkenmerken van De Groep, niet ver waarvandaan hij zelf een atelier heeft, en waar Henk Helmantel studeerde en Matthijs Röling doceert aan de Academie Minerva te Groningen, waaruit de 4e generatie (schilders) is voortgekomen. Eja Siepman van den Berg trok naar Friesland en Carel Kneulman woont in het nabije Drenthe. Jon Gardella vestigde zich in Noord Groningen en liet zich inspireren door de Wadden en de noordelijke luchten; onlangs plaatste hij een monumentaal beeld in het centrum van Haren. En verder Johan Sterenberg, docent aan de Minerva Academie, en Guus Hellegers, beeldhouwer en penningontwerper, onder andere van de Harry de Vroome-penning.
Landgoed de Havixhorst in De Wijk bij Meppel heeft een figuratieve beeldentuin. Het Drents Museum te Assen besteedt aandacht aan de figuratieve abstractie.

## Kunst en ruimte
De Groep zag een duidelijke wisselwerking tussen kunst en ruimte (architectuur). Het figuratieve vindt daardoor zijn abstractie in de verstilling. Op dat punt onderscheidde De Groep zich van bijvoorbeeld het abstracte van het surrealisme, dat zijn abstractie zocht in het absurde en de vervreemding, en anderzijds van dat van Rodin, dat een verhevigde, benadrukte en geaccentueerde, vooral emotionele weergave van de werkelijkheid beoogt, waarvan het beeld van Balzac een voorbeeld is. De Groep wilde van 'de emotie' van Rodin terug naar de vorm, zoals ook Maillol en Despiau deden.
Voorbeelden van die wisselwerking tussen kunst en ruimte zijn de beelden van Jon Gardella en van Eddy Roos, die in de ruimte lijken te zweven en daardoor met die ruimte één geheel zijn gaan uitmaken.

## Kenmerken
Onder leiding van Paul Grégoire, geïnspireerd door Charles Despiau, lag de nadruk op:
- de 'arabesk'
- 'de gulden snede' (inbreng van Eddy Roos)
- 'de compositie is belangrijk'
- 'vanuit de abstractie terug naar de figuur'
- 'de kleur is belangrijk'
- 'paletvoorbereiding' (vooral stokpaardje van Matthijs Röling)
- het 'plastisch getal' (driedimensionale uitwerking van de 'gulden snede' van Hans van der Laan)
- 'heel lang niet resultaatgericht zijn, maar kijken'
- 'niet redeneren vanuit het product, maar vanuit het onderzoek'
- 'bestudeer liever eerst drie jaar, alvorens iets te maken'
- 'let op de eenheid van product en de ruimte waarin het thuishoort'
- 'eerst moet de kern goed zijn vóór je een beeld in de ruimte kunt maken', en
- 'beeldhouwkunst is architectuur en architectuur is beeldhouwkunst' (de vaste uitspraak van Jan Bronner).

Zijn inzichten hadden haast iets ambachtelijks. Grégoire schreef er een boek over, genaamd 'De armatuur'.

## Cross-over
In twee opzichten was De Groep een cross-over, een vorm van mengkunst, ook wel hybride kunst:
De Groep wilde
- enerzijds figuratieve en abstracte kunst combineren en
- anderzijds teken-/schilderkunst, beeldhouwen en architectuur.

## Evenwicht zoeken
De verschillende leden van De Groep zochten een balans tussen het figuratieve en het abstracte.
- Sommigen konden niet kiezen
- anderen kozen meer voor het figuratieve of kozen daar definitief voor
- weer anderen kozen meer of definitief voor het verstild abstracte.

Ieder lid van De Groep maakte zijn eigen ontwikkeling daarin door. De kern van De Groep wist de cross-over tussen beide kunstvormen te behouden. Die balanswerking was eigenlijk inherent aan het hybride karakter van De Groep.

## Historische betekenis
De Groep is in historisch perspectief erg belangrijk geweest als de verbindende factor ("trait d'union") tussen de figuratieve kunst en de abstracte kunst en daardoor een goede kweekvijver geweest van vooraanstaande kunstenaars.
Bij De Groep is niet de vraag 'Hoe is het beeld?', maar 'Hoe staat het beeld in de ruimte?'; niet 'Hoe is het schilderij?', maar 'Hoe verdraagt zich de verbeelding binnen de compositie?'. Eigenlijk een existentiële vraag naar de verhoudingen binnen het universum.

## Structuur
De groep had onderling wel contact, maar 'individueel contact', introvert en niet gestructureerd. In tegenstelling tot De Ploeg was er geen vereniging met een bestuur en statuten. En er waren geen (expositie)-afspraken, zoals bij de Cobra. Binnen De Groep was er een heel andere omgangscultuur, typisch voor de Rijksacademie. Daarom zijn er ook nooit gezamenlijke tentoonstellingen van De Groep geweest (met uitzondering van de leden van de Fuji Art Association, waarvan een deel van de leden jaarlijks bij Galerie Wiek XX exposeerde). De Groep was een informele, door Bronner geïnspireerde stijlstroming, die door traditie van generatie op generatie werd doorgegeven, waarvan de leden zich het typische van hun stijlstroming waarschijnlijk niet eens realiseerden. Daardoor miste De Groep de grote bekendheid van De Ploeg (ook in Groningen) en de Cobra, die juist met het oog op bekendheid is opgericht. Ook pretendeerde De Groep niet vernieuwend te zijn.

## Machtsstrijd
De traditie van de beeldhouwkunst binnen De Groep is rond 1980 gestagneerd door de statuswijziging van de Rijksacademie (in een soort 'postacademisch onderwijs'). Naar het beleven van De Groep als gevolg van een machtsstrijd, geïnspireerd door onder anderen Sandberg, directeur van het Stedelijk Museum te Amsterdam, waardoor onder leiding van de 'abstracten' een nieuwe wind ging waaien, waarin het figuratieve werd afgedaan als 'vooroorlogs' en 'ouderwets', en waarin de Rijksacademie als 'bolwerk van de figuratieve kunst' het veld moest ruimen. Er kwam, als tegenwicht tegen de 'figuratieven', het initiatief van bijvoorbeeld Academie 63, later Ateliers '63 genoemd. De 'macht' was voortaan aan de abstracten en de traditie van het figuratieve en de figuratieve abstractie eindigde in 1982 aan de Rijksacademie in Amsterdam door de statuswijziging van de Rijksacademie, vergelijkbaar met universitair niveau, in de Rijksakademie, van postdoctoraal niveau.

## Stichting
De belastingdienst heeft in 2007 een verzoek ingewilligd om de op te richten 'Stichting De Groep van de figuratieve abstractie' aan te merken als 'een het algemeen nut dienende instelling'.
Op 26 juli 2007 is de stichting opgericht door Eddy Roos.
De stichting heeft ten doel: het bijeenbrengen, tentoonstellen en in stand houden van beeldhouwwerken en andere sculpturen, tekeningen, schetsen en schilderijen van de hand van de beeldend kunstenaars, die kunnen worden gerekend tot 'De Groep van de figuratieve abstractie', in een of meer speciaal daartoe ingerichte museumruimte(n), alles in de meest uitgebreide zin des woords.
De stichting heeft haar zetel in Uithuizen (provincie Groningen) en wil onder andere gaan samenwerken met het Nationaal beeldenpark Havixhorst in De Wijk bij Meppel en het Drents Museum te Assen.